# ジョン・エドワーズ
ジョニー・リード・”ジョン”・エドワーズ（英語：Johnny Reid "John" Edwards、1953年6月10日 - ）は、アメリカ合衆国の政治家。2004年アメリカ合衆国大統領選挙での民主党の副大統領候補であった。

## 経歴
1953年6月10日にサウスカロライナ州セネカに誕生する。クレムゾン大学で学んだ後はノースカロライナ州立大学で繊維科学の学位を取得し、更にノースカロライナ大学チャペルヒル校で法律を学ぶ。1978年より法廷弁護士となった。
1985年には出生時に脳性麻痺を患った5歳児を原告とする医療過誤訴訟の原告代理人となり、賠償金650万ドルの陪審評決を勝ち取る。この評決について裁判官は「証拠に乏しく感情的であり、行き過ぎ」として賠償金減額を命じ、これが全国報道されてエドワーズの名も知られることとなった。1993年には共同で弁護士事務所を開業し、製造物責任（PL）訴訟などに携わる。
1998年11月にノースカロライナ州選出上院議員の民主党候補として出馬し、共和党の現職候補（1期目）のローチ・フェアクロースを破り当選した。政治家としては貧困対策・国民皆保険制度・住宅取得補助・不法移民の市民権取得・妊娠中絶や同性婚の権利擁護・地球温暖化対策などを主張した。
2004年アメリカ合衆国大統領選挙ではジョン・ケリーと組んで副大統領候補となったが、共和党のジョージ・W・ブッシュ大統領とディック・チェイニー副大統領に敗北した。エドワーズの地元のノースカロライナ州も落としている。大統領選挙一般投票と同日投票日であった上院改選には出馬せずにアースキン・ボウルズ候補を後継として支援したが、こちらも共和党候補に敗北した。
2006年12月27日には2008年アメリカ合衆国大統領選挙への出馬を表明した。しかし民主党の予備選挙ではバラク・オバマとヒラリー・クリントンの争いに埋没し、予備選挙皮切りの2008年1月3日のアイオワ州党員集会では2位につけるものの、その後は3位となることが続き、1月30日に撤退した。3番手候補のエドワーズの去就が注目されたが、当初はどの候補への支援も表明しなかった。予備選挙の形勢がまだ定まっていなかった5月14日にオバマ候補支援を表明した。オバマの予備選挙勝利確定後には副大統領候補選考の最終リストに挙げられたが、最終的にはジョー・バイデンが副大統領候補に指名された。
2008年8月に私生活のスキャンダル（次節参照）を認める。2011年5月にはスキャンダル揉み消しに政治資金を流用したとして刑事訴追を受けたが、一部無罪判決を受けた後の2012年6月に訴追は取り下げられた。
2014年4月に弁護士業務に復帰する。2019年現在は娘のケイトと共に、2011年3月の東日本大震災の際にトモダチ作戦に従事して被爆したアメリカ軍兵士23人の集団訴訟に携わっていると報じられている。

## 家族
1977年9月に学生時代に出会ったエリザベス・アナニアと結婚し、ウェイドとケイトの2人の子供をもうけるが、息子のウェイドが16歳のときに交通事故で死去した。夫婦は再び子供を持つことを決め、エリザベスが49歳の時にエマ・クレア、51歳の時にジョンをもうけた。一家は現在ノースカロライナ州オレンジ郡に住んでいる。2008年8月8日、疑惑が取り沙汰されながらも否定を続けていた愛人スキャンダルについて認め謝罪を行ったが、隠し子疑惑については全否定した。しかし2010年1月21日、ナショナル・エンクワイヤラー紙の取材に対し、隠し子の父親が自分であると公式に認めた。その後、32年間連れ添ってきた妻のエリザベスと離婚を発表した。
しかし、離婚はしたもののエリザベスとの交流を完全に断った訳では無かったようである。2010年12月6日にエリザベスが長年続けてきたがんの治療を中止したことが公表された際には、余命数週間と宣告されたエリザベスのそばにエドワーズも子供たちなどと共に付き添っていることが明らかになった。エリザベスは治療中止が公表された翌日の12月7日、乳がんのため死去した。

## 個人
- 信仰する宗教はメソジストである。